# Colban, 7. Earl of Fife
Colban, 7. Earl of Fife (auch Colban Macduff, Earl of Fife) († um 1270) war ein schottischer Magnat.

## Leben
Colban entstammte der schottischen Clan Macduff. Er war ein Sohn von Malcolm, 6. Earl of Fife. Beim Tod seines Vaters 1266 war er noch minderjährig, als er den Titel Earl of Fife erbte. Seine Mutter heiratete in zweiter Ehe einen Sohn des Earl of Mar. Dieser gewann dadurch erheblichen Einfluss in Fife, bis Colban Ende der 1260er Jahre volljährig wurde. Deshalb spielte er bis zu seinem frühen Tod in der schottischen Politik kaum eine Rolle und diente nur gelegentlich als Zeuge von königlichen Urkunden.
Colban war offenbar bereits als Jugendlicher verheiratet worden, denn bei seinem Tod war sein Sohn bereits acht Jahre alt. Seine Frau Anna war vielleicht eine Tochter von Alan Durward. Mit ihr hatte er mindestens zwei Kinder:
- Duncan, 8. Earl of Fife (1262–1289)
- Isabel (um 1270–nach 1313) ⚭ John Comyn, 7. Earl of Buchan

Sein Erbe wurde sein Sohn Duncan. Die Verwaltung von Fife vergab König Alexander III. während der Minderjährigkeit des Erben an seinen eigenen Sohn Alexander.